# Кавала-Південь
Кавала-Південь — офшорне газове родовище, розташоване у грецькому секторі Егейського моря в затоці Кавала. Станом на початок 2020-х єдине офшорне газове родовище країни.

## Характеристика
У 1970-х роках почалась розвідка у басейні Прінос, при цьому першим відкритим родовищем стало газове Кавала-Південь, яке виявили у 1972-му внаслідок спорудження свердловини SK-1. В подальшому ресурси структури уточнили за допомогою ще шести розвідувальних та оціночних свердловин. Поклади газу пов'язані із турбідітовими пісковиками епохи міоцену, які мають середню пористість 22 % та проникність 100 мілідарсі. Газоводяний контакт у покладі відсутній. Станом на 2018-й з Кавала-Південь видобули 0,85 млрд м3 газу, що становило 89 % початкових геологічних запасів.
Родовище ввели в експлуатацію у 1981-му за єдиним проектом із нафтовим родовищем Прінос. Оскільки запаси Кавала-Південь виявились доволі незначними, їх призначили для використання у технологічному процесі розробки Пріносу (як паливо та для проведення газліфтних операцій). На Кавалі-Південь, яке знаходиться в районі з глибиною моря 52 (за іншими даними — 58) метрів, встановили чотирьохопорну платформу для розміщення фонтанних арматур Каппа, від якої проклали газопровід довжиною 12 км та діаметром 150 мм до процесингової платформи Дельта на Пріносі. Оскільки газ Кавали-Південь складається переважно з метану (80 %) та не містить сірководню, його використовують на Дельті без попередньої підготовки (на відміну від попутного газу самого Пріносу, який містить від 30 % до 60 % сірководню та спершу транспортується на береговий завод).
Розробка родовища провадиться через дві свердловини, SK-4 та SK-3B, які мають довжину біля 2050 метрів. У 1990-х через падіння пластового тиску на платформі встановили компресорне обладнання (на початку розробки пластовий тиск складав 18,2 МПа, а станом на 2018-й впав до 2,7 МПа). Видобуток у 2003-му становив 60 тис. м3 на добу, у 2009-му — 38 тис. м3 на добу, а станом на другу половину 2010-х родовище перебувало у режимі періодичної експлуатації, коли потрібно було чекати 15 діб перш ніж тиск у покладі підніметься достатньо для подальшої роботи протягом 10 діб із рівнем видобутку 10 — 17 тис. м3 на добу.
Є плани перетворення Кавала-Південь на перше грецьке підземне сховище газу.